# 国民革命军阵亡将士纪念塔
国民革命军阵亡将士纪念塔，位于中國河南开封南关的中山路南段，开封站附近，开封人俗称“纪念塔”。
塔高23.75米。基座为圆形，青石砌成，直径3.5米。塔体为实心，塔身为六棱柱体，自下而上逐渐收细。塔顶为六棱椎。塔座与塔身的六面上均有字，现已模糊不清。

## 历史
民国17年（1928年），时主政河南的冯玉祥为改变古城面貌、向民众宣传世界知识，在火车站附近修建开封市公园和运动场。革命纪念塔便位于开封市公园核心的世界园中央。

## 塔体刻字
如今，塔身上字迹已模糊不可见。塔座上的刻字，亦较模糊，但据内容判断，应不是原有刻字。
- 现塔座上层刻字为：爱科学，爱劳动，爱人民，拥护共产党，反对侵略战争，拥护中苏合作，保卫世界和平，巩固国防，爱护公共财务，肃清敌特，反对封建主义，拥护共同纲领；

- 现塔座下层为:繁荣经济，发展生产，内外交流，公私兼顾，城乡互助。

2006年，纪念塔作为近现代重要史迹及代表性建筑被列入河南省文物保护单位名录。